# Амбарцумян, Гай Александрович
Гай Александрович Амбарцумян (9 февраля 1983, Махачкала, Дагестанская АССР, РСФСР, СССР) —  российский тхэквондист и тренер, чемпион и призёр чемпионатов России.

## Спортивная карьера
Тхэквондо начал заниматься в 1994 году в ДГЦБИ министерства спорта Республики Дагестан в Махачкале. Занимался у Магомеда Абдуллаева. Является чемпионом России 1999 года и серебряным призёром 2002 года. После окончания спортивной карьеры в середине 2000-х годов работал старшим тренером сборной Дагестана.

## Личная жизнь
В 1999 году окончил школу №13 в Махачкале. В 2005 году окончил Дагестанский государственный педагогический университет, правовой факультет. Старший брат — Александр, также тхэквондист, чемпион и призёр чемпионатов России.

## Достижения
- Чемпионат России по тхэквондо 1999 — ;
- Чемпионат России по тхэквондо 2002 — ;